# Warba (Minnesota)
Pour les articles homonymes, voir Warba.
Warba est une ville américaine située dans le Comté d'Itasca, dans le Minnesota. Selon le recensement de 2010, sa population est de 181 habitants.

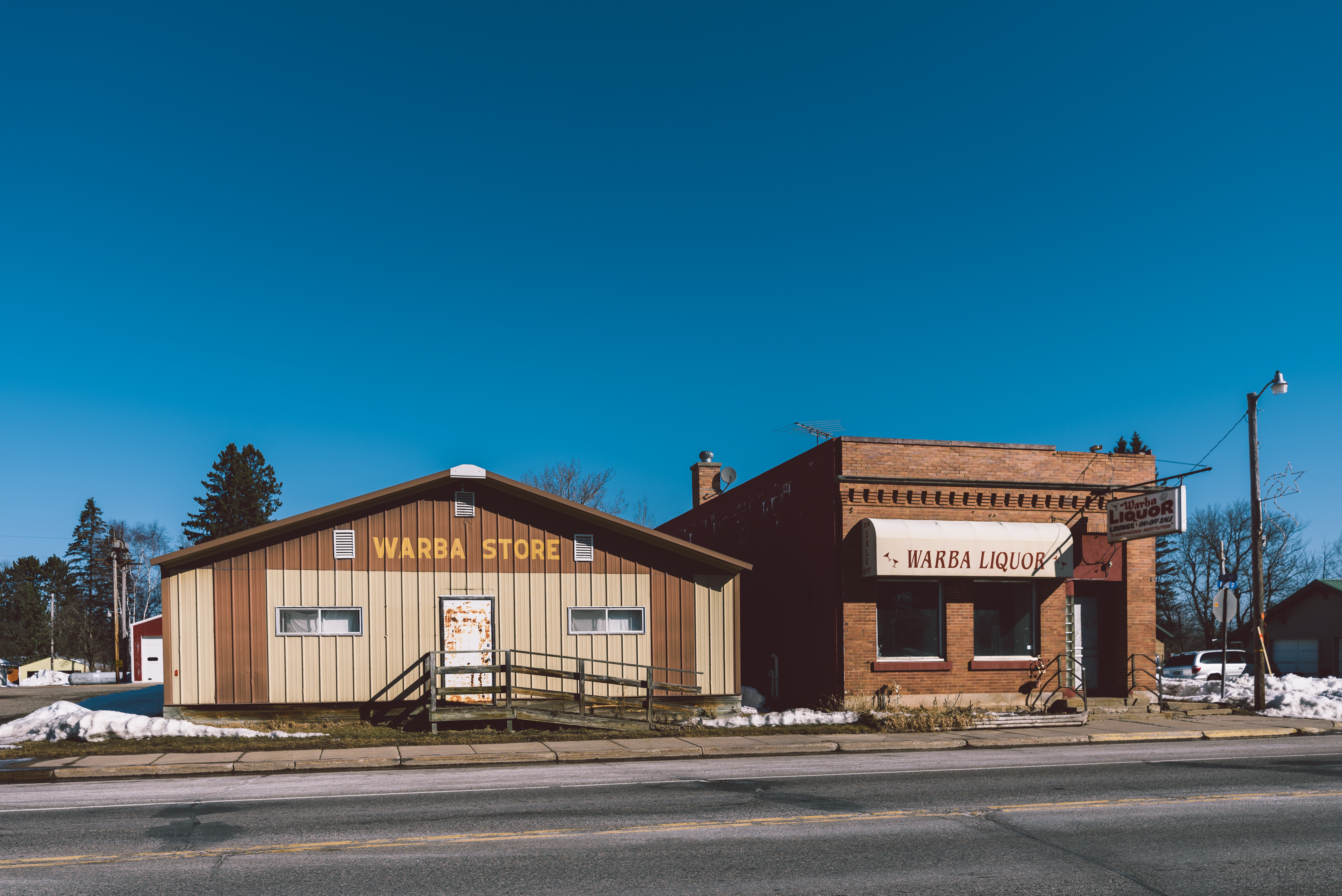
Un magasin sur l'US Highway 2, rue Bridge, à Warba